# جايسون ويلسون (لاعب دارت)
جايسون ويلسون (بالإنجليزية: Jason Wilson)‏ هو لاعب دارت بريطاني، ولد في 9 ديسمبر 1969 في Countesthorpe ‏ في المملكة المتحدة.

## وصلات خارجية
- جايسون ويلسون على موقع DartsDatabase.co.uk (الإنجليزية)